# Daniel Sparrsköld
Daniel Sparrsköld, född 1686, död 1 maj 1739 i Stockholm, var en svensk lagman.

## Biografi
Daniel Sparrsköld föddes 1686. Han var son till häradshövdingen Erik Sparrsköld och Margareta Hartvig. Sparrsköld blev 9 december 1701 student vid Uppsala universitet och 1704 notarie vid lagmansrätten i Bohuslän. Han slutade vid lagsmansrätten 1706 och blev 1707 auskultant i Göta hovrätt.
Han blev 1709 häradshövding i Lösings, Östkinds, Björkekinds och Bankekinds härader, och i perioden 1718-1719 häradshövding över Norrköpings läns lagsagas första häradshövdingedöme, bestående av Bråbo, Finspånga läns, Lösings och Östkinds härader.  Han blev 1721 lagman i  Östergötlands lagsaga vilken tjänst han innehade intill sin död 1739.

### Egendom
Han var innehavare av Stavsäter i Vists socken och Mems slott i Tåby socken.

### Familj
Sparrsköld gifte sig första gången med Anna Elisabet Rudebeck (1697–1719), som dotter till häradshövdingen Paul Rudebeck och friherrinnan Christina Ulfsparre af Broxvik, och andra gången med grevinnan Hedvig Christina Spens (1690–1758), som var dotter till presidenten Jakob Spens och friherrinnan Beata Bonde. Hedvig Christina Spens var änka efter överstelöjtnanten Erik Ulfsparre af Broxvik. Sparrsköld och Spens fick tillsammans barnen Beata Margareta Sparrsköld (1722–1722) och Jakobina Sofia Sparrsköld (1725–1750) som var gift med landshövdingen Didrik Henrik Taube i Göteborgs och Bohus län.